# Winter-Paralympics 2022/Teilnehmer (Ukraine)
| stlisierte Goldmedaille | stlisierte Silbermedaille | stlisierte Bronzemedaille |
| ----------------------- | ------------------------- | ------------------------- |
| 11                      | 10                        | 8                         |

Die Ukraine nahm an den Winter-Paralympics 2022 in Peking vom 4. bis 13. März 2022 teil. Die Mannschaft belegte den zweiten Platz im Medaillenspiegel und erhielt bei der Verleihung des German Paralympic Media Awards 2022 den Sonderpreis.